# Ancyluris aulica
Ancyluris aulica är en fjärilsart som beskrevs av Hans Ferdinand Emil Julius Stichel 1910. Ancyluris aulica ingår i släktet Ancyluris och familjen Riodinidae. Inga underarter finns listade i Catalogue of Life.